# ジョージ・サンソム
サー・ジョージ・ベイリー・サンソム（Sir George Bailey Sansom、KCMG、1883年11月28日 - 1965年3月8日）は、イギリスの外交官で、前近代の日本に関する歴史学者。特に日本の文化に関する研究で知られる。

## 経歴
サンソムは1883年11月28日にケントで生まれフランスで教育を受けた。1904年に東京の駐日英国大使館（1905年までは公使館）に通訳生として着任した。サンソムは初代の駐日英国大使となったクロード・マクドナルドの私設秘書を務めた。それから1941年までの35年間、時おり帰国する他は、青壮年期のほとんどを外交官として日本で過した。1923年からは商務参事官として経済問題を担当した。
この間に7人の駐日大使の下で働いたが、仏教の研究家であったチャールズ・エリオット大使（任期1919年-1926年）の影響もあり、日本学研究にはげんだ。これは、アーネスト・サトウ、ウィリアム・ジョージ・アストン、ジョン・ガビンズと続く、英国大使館の伝統でもあった。エリオットは大使を辞任した後も日本に留まり「Japanese Buddhism」の執筆に励んだが、サンソムとの交友関係は続いた。結局、体調の悪化（1931年、帰国途中の船上で死亡）によりエリオットはこの著作を完成させることができず、サンソムが続きを執筆して1934年に出版された。
1931年、サンソムは「A History of Japan」を出版し、1934年には日本学士院から名誉会員に推薦された（1951年には客員）。1935年には、聖マイケル・聖ジョージ勲章、を受賞し、サーの称号を得ている。この頃より、『西欧世界と日本』の執筆準備にとりかかる。西欧史家の目によって、開国による西洋世界の衝撃をうけて、自己変容をとげてゆく日本の近代化の過程を近世初期より描いたものであるが、出版は第二次世界大戦後の1949年であった。
1933年6月、サンソムはフランシス・リンドリー大使の推薦を受けて、日本とインドの商業協定締結の会議に派遣された。サンソムは英国とインドの両政府に助言する他、綿製品貿易に対する日本の立場を説明した。
学者としては親日的なサンソムであるが、政治判断に関しては冷静で、1930年代後半に見られた帝国日本の親英的態度は上辺だけのものであると判断していた。サンソムはまた当時の日本に「穏健派」が存在するとしても「急進派」との違いはその目的ではなく手法であり、何れにせよ数は少なく影響力は限られていると悲観的であった。この点で、日本との妥協をはかろうとする駐在武官のフランシス・ピゴット少将と意見が対立した。ロバート・クライヴ大使はサンソムを支持したが、戦前の最後の大使となったロバート・クレイギーはピゴットの意見を受け入れた。
日英間の戦争が近づいた1941年にはワシントンD.C.、続いてシンガポールに派遣された。マレー沖海戦の前日には、イギリス海軍の高官と意見を交わしている。シンガポール陥落前に、サンソムはワシントンD.C.に移動し、第二次世界大戦中はそこにあって海軍軍令部、陸軍情報部に勤務した。
大戦終了後、連合国極東委員会英国代表として日本を視察した。1947年から1953年にかけ、サンソムはコロンビア大学で教鞭をとったが、1930年代後半より、ここで客員講師の立場で日本史を教えていた。サンソムは「東アジア研究所」初代所長にもなった。
引退後はスタンフォード大学のあるパロ・アルトに住んだが、スタンフォード大学出版で、1931年に著作「日本文化史」、後に「A History of Japan」が3分冊で出版された。スタンフォードではヘレン・クレイグ・マッカラらの日本学者と交流を持ち、ロンドン大学の東洋アフリカ研究学院にも友人が多かった。
1965年3月8日にアリゾナ州ツーソンで没した。
没後、後妻のキャサリン・サンソムが夫の書簡などを公表し、学者以外の顔も知られるようになった。

## 妻・キャサリン
キャサリン・サンソム（Katharine Sansom、1883-1981）は、ジョージの後妻で、ノース・ヨークシャー州のスキプトン近郊に5人兄弟の長女として生まれた。父はヨークシャーで紡績工場を営み、母はランカシャーの名家の出だった。留学先のドイツで音楽を修めたのち、1909年に弁護士スティーブン・ゴードンと結婚して一男一女をもうけた。1917年に夫の友人だったジョージ・サンソムと知り合い、その後交際に発展。1927年、夫に離婚を申し出るやジョージ・サンソムを追って来日し、1928年に横浜で結婚、同年5月28日東京のイギリス大使館内の宿舎にて式を挙げた。ともに再婚。夫妻は1939年5月まで東京に滞在した。
この間、キャサリンは友人や親戚から尋ねられる“東京での生活はどのようなものか”との問いに答えるつもりで、1936年に滞日見聞記「LIVING IN TOKYO」を執筆し、翌年ロンドンでこれを出版した（訳書は『東京に暮す－1928~1936』岩波文庫）。この著書の中でキャサリンは、戦前の東京における暮らしを紹介しながら日英両国の共通点を挙げ、それぞれに学ぶことの多いこと、さらに東洋と西洋が互いに意識し、理解し合い、協力し合うことの必要性を説いた。

## 受勲
- 聖マイケル・聖ジョージ勲章、ナイト・コマンダー（KCMG）

## 著作
- The Tsuredzure Gusa of Yoshida No Kaneyoshi. Being the meditations of a recluse in the 14th Century.（1911年）- 徒然草に関する研究
- An Historical Grammar of Japanese. Oxford: オックスフォード大学出版（1928年）
  - 1946年—第2版
  - 1968年—Clarendon Press社によるリプリント。ASIN B0007ITUYC
  - 1995年—RoutledgeCurzon社によるリプリント。ISBN 978-0-700-70288-6
- Japan: A Short Cultural History. London: Cresset Press　and New York: D. Appleton, （1931年）
  - 福井利吉郎[注釈 7]訳『日本文化史』 東京創元社〈創元選書〉（改版・全1巻、1976年） / 旧版：創元社〈創元選書〉（上・中・下、1951年）。

ASIN B000JBFLL8（上）、ASIN B000JBF14A（中）、 ASIN B000JBCCZG（下）
- Trade conditions in the Philippine Islands. （1933年）。ASIN B0008D0H5W
- Postwar Relations with Japan. (Secretariat paper)、（1942年）。ASIN B0007ETL9K
- The Western World and Japan A Study in the Interaction of European and Asiatic Cultures. New York: ランダムハウス社（1949年）。ISBN 978-0-394-45150-3
  - 1973年—Vintage Books社によるリプリント。ISBN 978-0-394-71867-5
  - 金井圓、芳賀徹、多田実、平川祐弘[注釈 8]訳『西欧世界と日本』 筑摩書房〈筑摩叢書〉（上・下）、1966年、新版1983年／ちくま学芸文庫（改訂版 上・中・下、1995年）。ISBN 4480081860（上）、ISBN 4480081879（中）、ISBN 4480081887（下）
- Japan: A Short Cultural History、スタンフォード大学出版局（1952年）。 ISBN 978-0-804-70952-1（ハードカバー）、ISBN 978-0-804-70954-5（ペーパーバック）
- A History of Japan to 1334.、スタンフォード大学出版（1958年）。ISBN 978-0-804-70523-3; OCLC 224793047
- A History of Japan: 1334-1615.、 スタンフォード大学出版（1961年）。ISBN 978-0-804-70525-7; OCLC 43483194
- A History of Japan, 1615-1867.、スタンフォード大学出版（1963年）。ISBN 978-0-804-70527-1; OCLC 173092834
- Japan in World History. Tuttle Publishing、タトル出版（英語版）（1984年）。ISBN 4-805-30432-4; ASIN B0007IZ02I（ハードカバー）、ISBN 978-0-804-81510-9 （ペーパーバック、1986年、度々再版）
  - 大窪愿二訳 『世界史における日本』（岩波新書、初版1951年、再版多数）。ASIN B000JBDZ0W
- The Reminiscences of Sir George Sansom. ASIN B0007J22K0